# Arthur Geoffrey Walker
Arthur Geoffrey Walker FRS FRSE (17 de julio de 1909,Watford, Hertfordshire, Inglaterra - Chichester, Sussex Occidental, Inglaterra, 31 de marzo de 2001) fue un matemático británico que realizó importantes contribuciones a la física y la cosmología. Aunque era un consumado geómetra, hoy se le recuerda sobre todo por dos importantes contribuciones a la relatividad general.
Junto con H. P. Robertson, idearon la conocida métrica de Robertson-Walker para los modelos cosmológicos de Friedmann-Lemaître-Robertson-Walker, que son soluciones exactas de la ecuación de campo de Einstein. Junto con Enrico Fermi, introdujo la noción de diferenciación Fermi-Walker.

## Primeros años
Nació en Watford el 17 de julio de 1909, hijo de Arthur John Walker (nacido en 1879), constructor de autocares, y de su esposa, Eleanor Joanna Gosling.
Walker asistió a la Watford Grammar School for Boys y obtuvo una beca para el Balliol College de Oxford, donde se graduó con honores en Matemáticas. A continuación, estudió en el Merton College de Oxford. A continuación, se trasladó como postgraduado a la Universidad de Edimburgo, donde estudió con el profesor Arthur Eddington y obtuvo su primer doctorado (PhD).

## Carrera académica
Walker ocupó un puesto de profesor en el Imperial College en 1935; al año siguiente fue nombrado profesor de matemáticas puras en la Universidad de Liverpool, puesto que ocupó hasta 1947, cuando se trasladó a la Universidad de Sheffield como profesor de matemáticas puras.
En 1946 fue elegido miembro de la Royal Society de Edimburgo. Sus proponentes fueron Harold Stanley Ruse, Sir Edmund Taylor Whittaker, David Gibb y William Edge. Ganó la medalla Keith de la Sociedad para el periodo 1947/49..
En 1952 regresó a la Universidad de Liverpool, de la que en 1962 pasó a ser decano de la Facultad de Ciencias. Tras ser elegido miembro de la Royal Society en 1955, fue miembro del consejo de la organización de 1961 a 1962. Fue presidente de la Sociedad Matemática de Londres de 1962 a 1963. Walker se retiró de la Universidad de Liverpool en 1974.

## Publicaciones
- Harmonic Spaces (1962)
- An Introduction to Geometrical Cosmology (1975)

## Premios y distinciones
- Miembro de la Royal Astronomical Society, 1934[5]
- Miembro de la Royal Society de Edimburgo, 1946[4]
- Premio Berwick, 1947[6][5]
- Medalla Keith, 1947-9[7]
- Miembro de la Royal Society, 1955[6][5][4]

## Vida personal
Walker se casó con Phyllis Ashcroft Freeman en 1939; la pareja eran bailarines de salón consumados. Murió en Chichester el 31 de marzo de 2001, a los 91 años.